# Анна-Мария Манушева
Анна-Мария Манушева е българска спортистка, известна с постиженията си в джудото и самбото. Тя е активен член на националния отбор по самбо в продължение на 7 години.

## Биография
Анна-Мария Манушева е родена на 28 август 2001 г. в град Троян. Започва своята спортна кариера в родния си град, където тренира в спортния клуб „Чавдар“ под ръководството на треньор Николай Матев. След това преминава в Националната спортна академия „Васил Левски“ в София.

### Спортни постижения
- 2017 г. – европейска шампионка по самбо за кадети
- 2019 г. – европейска шампионка по самбо за девойки
- 2019 г. – бронзов медал на световното първенство по самбо за жени[2]
- 2019 г. – бронзова медалистка на световното първенство по самбо за девойки
- 2020 г. – бронзова медалистка в категорията за девойки до 20 години
- 2021 г. – вицеевропейска шампионка за девойки до 20 години и вицесветовна шампионка в същата категория
- 2023 г. – трето място на Световната купа по самбо за жени.[3]
- 2023 г. – трето място на Световно първенство по самбо в Ереван, Армения[2][4]

Анна-Мария Манушева е 24 пъти национална шампионка на България по джудо и самбо.